# Jean-Pierre Danel
Jean-Pierre Danel (La Varenne-Saint-Hilaire, 4 de junio de 1968) es un guitarrista, compositor y productor discográfico francés. Conocido por sus álbumes Guitar Connection, ha grabado también numerosos dúos con grandes nombres de la guitarra francesa e internacional. Jean-Pierre Danel es el hijo del cantante Pascal Danel.

## Biografía

### Guitarrista
Jean-Pierre Danel debutó a los catorce años en giras y en diversas grabaciones de estudio. También grabó varios álbumes de guitarra instrumental y sacó en 2000 su disco Stratospheric.
En 2001, apareció en el álbum Les Masters de la Guitare - Les plus grands guitaristes du monde en el que había pista de Eric Clapton, Carlos Santana, BB King, Al Di Meola, Popa Chubby, Stanley Jordan y decenas de otros famosos guitarristas.
En julio de 2006, sacó Guitar Connection con Sony/BMG, un CD y DVD del cual era intérprete y productor. El álbum tenía 18 canciones y el DVD un cursillo de guitarra. El álbum consiguió ser disco de oro. En marzo de 2007 sacó Guitar Connection 2 con la canción Nivram, grabada a dúo con Hank Marvin, el guitarrista de The Shadows. También hay otros dos dúos en el álbum: My Song of You, con Laurent Voulzy y While my Guitar Gently Weeps, con su padre, Pascal Danel. El tercer volumen salió en julio de 2008.
Participó en 2010 en el documental sobre la guitarra Fender Stratocaster producido por Arte y el museo Beaubourg.
A finales de noviembre de 2010 salió Out of the blues, álbum en beneficio de la asociación AIDES y la lucha contra el sida. Se trata de un álbum de duetos que Danel interpreta con 24 invitados como Louis Bertignac, Michael Jones, Axel Bauer, Laurent Voulzy, Hank Marvin, Albert Lee, Scott Henderson,  Paul Personne, Nono de Trust, Andy Powell (de Wishbone Ash), Beverly Jo Scott, Anne Ducros, etc. El disco se grabó en seis países y sobre todo en los Abbey Road Studios.
Jean-Pierre Danel ha colocado diversos sencillos en iTunes, sobre todo el trío en compañía de Louis Bertignac y Beverly Jo Scott 12º en descargas en Francia y n.º 1 en iTunes Blues en Bélgica.

### Coleccionista
Jean-Pierre Danel es coleccionista de guitarras y posee entre otras algunos modelos extraños de Fender Stratocaster como: Miss Daisy (1954), ainsi que Lady Rose (1954) et La Marquise (1956).

### Escritor
Ha publicado una docena de libros, como Femme Mode d'Emploi o Légende de la Fender Stratocaster, basado en su propia colección. Asimismo, en 2007, sacó una biografía titulada Le destin fabuleux de Sacha Guitry y otra obra Sacha Guitry et les femmes de 2012 así como un diario íntimo titulado Chroniques d'une vie passionnante.

## Discografía
| - Rarities (1982) - Vocals (1986) - Chez Toi et Moi (Maxi, 1989) - The Twist Sessions (1990) - Chorus (1993) - Remember Shadows (1994) - Guitar Generation (1995) - Le Meilleur Des Shadows (1995) - Guitar Line (1997) - Plays 18 Hits Of The Shadows (1997) - Tribute To The Shadows 40 Years (2 CD, 40 canciones, 1998) - Les Années Shadows (2 CD, 46 canciones, 1998) - The Best Of The Guitar Legends (Vol. 1 a 3, 75 canciones, 1998) - A Tribute To The Shadows – The Gold Series (1998) - Guitar Greatest (2 CD, 2000) - La Légende Des Shadows (2000) | - The Guitar Album (2000) - Stratospheric (2000) - Plays Hits of the Shadows (2000) - The Playback Collection (Vol. 1 a 4, 2001) - Guitarmania (4 CD, 88 canciones, 2001) - Nuits Parisiennes (2001) - A Tribute To The Shadows (vol. 1 a 4, 80 canciones, 2000-2001) - Guitar Classics (2002) - Guitar Gold Themes (2002) - The Shadows’ Anthology - The Tribute Album By Jean-Pierre Danel (2002) - Essential Guitar (2002) - All The Best (2 CD, 2002) - Guitare (5 CD, 100 Titres, 2003) - Guitar Greatest Hits (2005) - Guitar Connection (CD + 1 DVD, 5 volúmenes de 2006 a 2009) - Out of the blues (álbum de dúos) (CD + 1 DVD) (2010) |